# Баерова, Ярослава
Яросла́ва Ба́ерова (чеш. Jaroslava Bajerová, 1 апреля 1910, Брно, Цислейтания — 23 августа 1995, Босковице) — чехословацкая гимнастка. Серебряный призёр летних Олимпийских игр 1936 года.

## Биография
Ярослава Баерова родилась 1 апреля 1910 года в городе Брно в Австро-Венгрии (сейчас в Чехии).
В 1936 году вошла в состав сборной Чехословакии на летних Олимпийских играх в Берлине. Завоевала серебряную медаль в командном многоборье, выступая вместе с Властой Фолтовой, Властой Декановой, Зденькой Вержимиржовской, Матильдой Палфиовой, Анной Гржебржиновой, Боженой Добешовой и Марией Ветровской. По сумме выступлений в трёх упражнениях (опорном прыжке, упражнениях на брусьях и бревне) Баерова набрала меньше всех в команде — 59,35 балла и, как и Ветровска, не участвовала в групповых упражнениях. Чехословацкие гимнастки набрали 503,60 балла и уступили 2,90 балла завоевавшей золото сборной Германии.
Умерла 23 августа 1995 года.